# RealityMAX
“RealityMAX”新力（Sony）和索尼愛立信（SonyEricsson）與2006年7月31日共同宣佈開發配備高畫質處理引擎的手機用液晶面板模組。
“RealityMAX”畫面尺寸為2.74吋，長寬比為16:9。此次開發的液晶面板模組配備432×240像素的穿透式液晶面板，對比度為350:1，視角可確保在160度以上，顯示色為26萬2144色，不包括背光的耗電量為39.6mW。採用低溫多晶矽技術，將液晶驅動電路及電源電路等週邊電路整合在玻璃底板上，可透過自動分析輸入的影像來提高亮度及對比度，同時進行自動補償影像銳利度的輪廓強調，使得液晶面板顯示的圖像更加清晰。以上採用的各項技術，都是作為電視影像圖像處理技術而開發的高畫質引擎。 
- RealityMAX技術規格：
- 型號：ACX359
- 解析度：240 x 432
- 尺寸：40.2 x 70.7 x 1.75 mm
- 可視角：160度
- 顏色：262.144色
- 對比：350:1
- 圖形處理器：RealityMAX Engine
- 電壓：2.9v

## 外部連結
- RealityMAX新聞稿（页面存档备份，存于）